# 大岩壁攀登

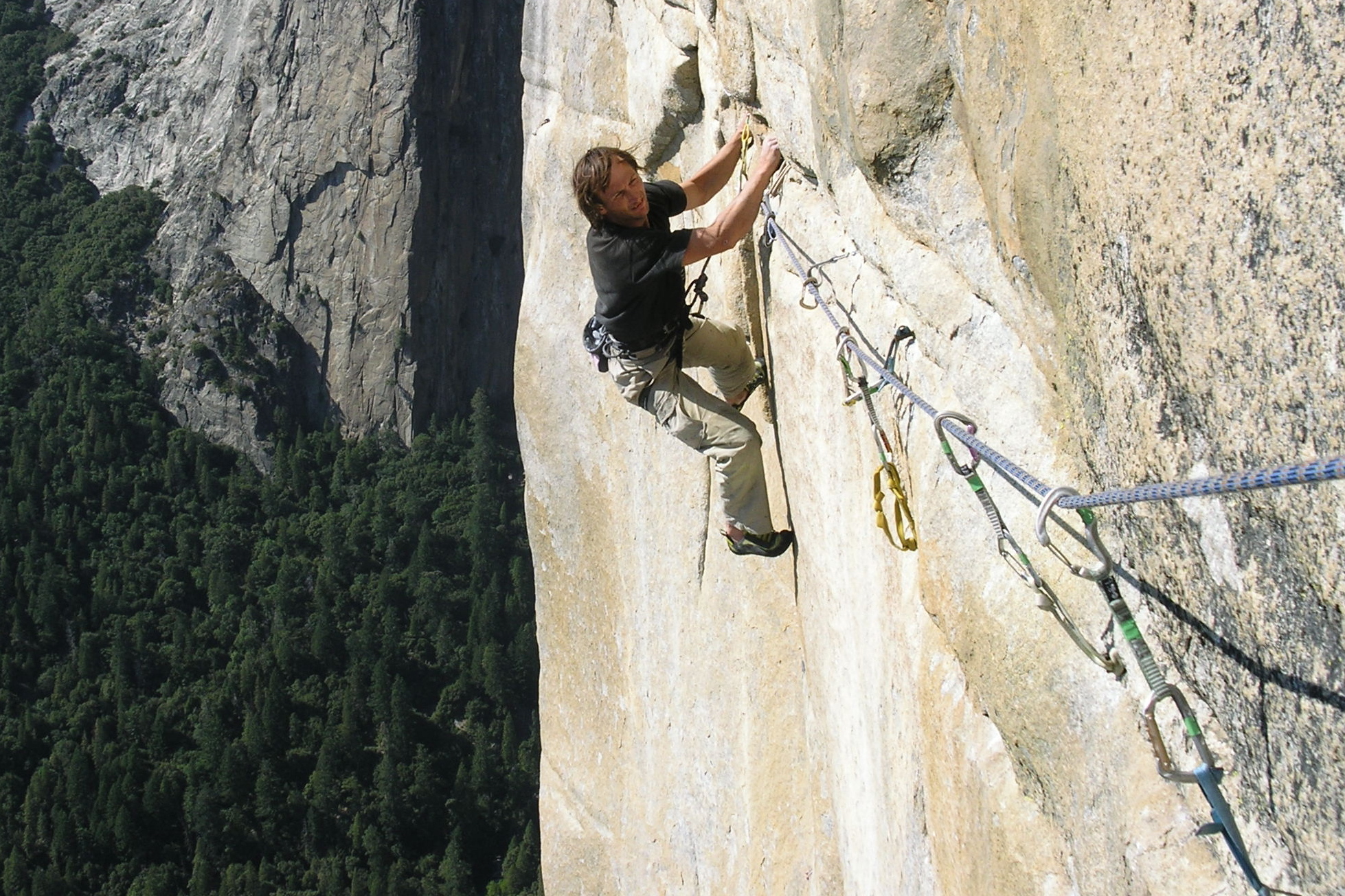
大岩壁攀登

大岩壁攀登、大峭壁攀登或大牆攀登（英語：Big wall climbing），是一种攀岩類型，攀岩者攀爬長距離多繩距的路線，通常需要一天以上才能完成攀爬。攀登大岩壁路線的攀岩隊伍，常需要使用懸掛帳篷和拖包裝備以住在路線上。它適用於較高且垂直，幾乎沒有突出或小裂縫的牆面。

## 外部連結
- 5. How To Big Wall Climb （页面存档备份，存于）